# Henri Fonzes-Diacon
Jules Henri Léon Gabriel Fonzes-Diacon, né le 11 avril 1868 à Montpellier et mort le 27 juillet 1935, est un pharmacien et universitaire français. Il est doyen de la faculté de pharmacie de Montpellier à partir de 1928.

## Biographie
Henri Fonzes naît en 1868 à Montpellier. Son père meurt en 1871 alors qu'il a trois ans, et il est élevé avec ses deux frères par leur mère, Marie Deidier. Il fait ses études au lycée de Montpellier, puis à l'école supérieure de pharmacie de la même ville. Il est préparateur en pharmacie, lauréat des concours de 1889 à 1892 et soutient en 1893 sa thèse. Il obtient en 1895 par décision de justice le droit d'ajouter à son nom de famille Diacon, nom légué par Jules-Émile Diacon, directeur de l'école de pharmacie. Il est chef de travaux en chimie, pharmacie et toxicologie de 1894 à 1899. Il obtient une licence de sciences physiques et un doctorat en médecine en 1897, puis il réussit l'agrégation de physique, chimie et toxicologie en 1899. Il obtient un doctorat ès sciences à Paris en 1901.

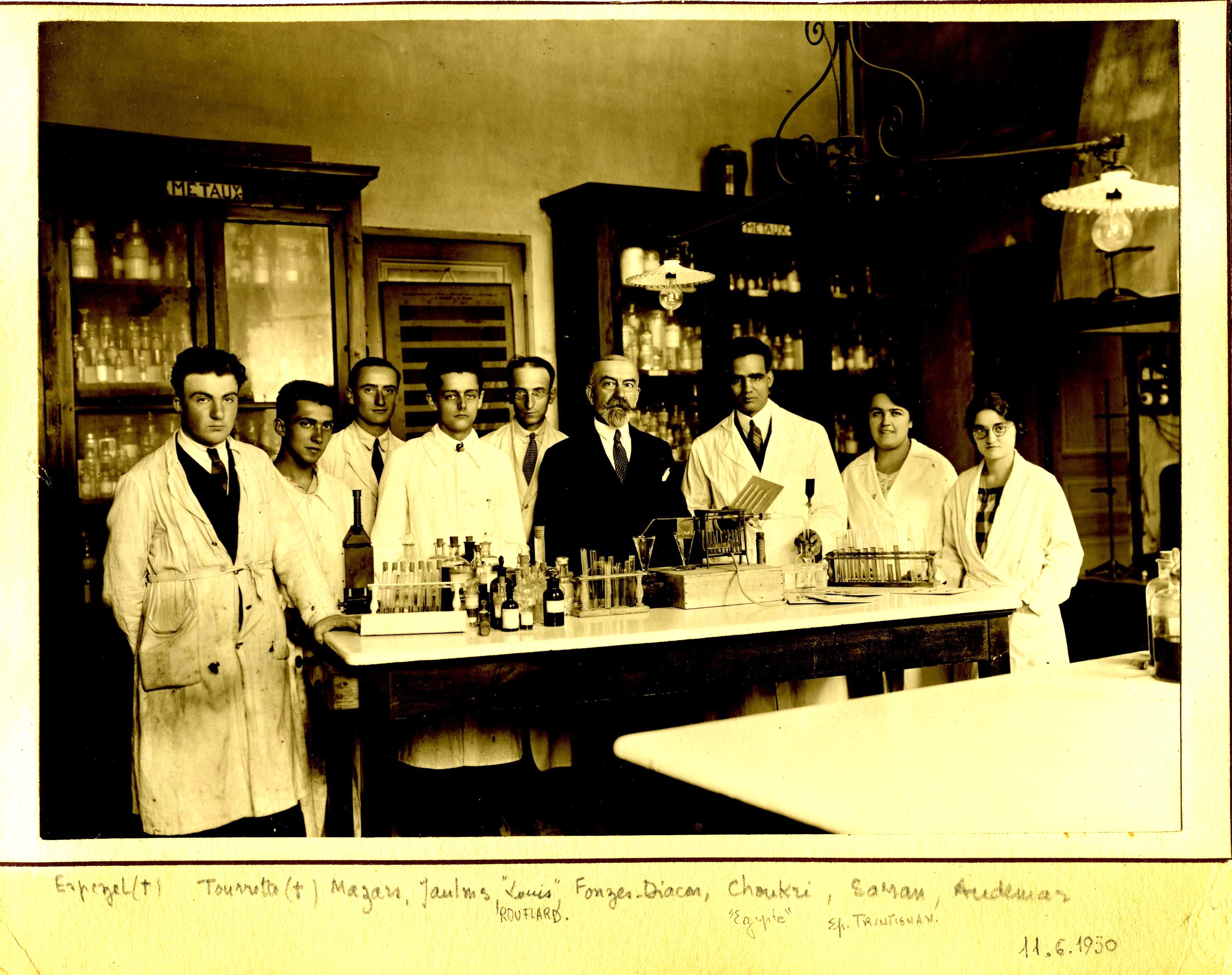
L'équipe du laboratoire de l'École supérieure de pharmacie de Montpellier en 1930 autour du professeur Jules-Henri Fonzes-Diacon, dont Paul Jaulmes, à sa droite.

Il est nommé professeur de chimie minérale à la faculté de Montpellier en 1903 et professeur à l'école supérieure de commerce en 1904. Il est élu doyen de la faculté de pharmacie en 1928, puis réélu en 1931 et 1934.
Il est élu membre de l'Académie des sciences et lettres de Montpellier en 1902.
Il meurt le 27 juillet 1935 à 66 ans et est inhumé au cimetière protestant de Montpellier.